# Capelleta del Remei (Alcanar)
La Capelleta del Remei és una obra d'Alcanar (Montsià) inclosa a l'Inventari del Patrimoni Arquitectònic de Catalunya.

## Descripció
Petita capella de camí, està ubicada a la carretera d'Ulldecona, a l'endret on arrenca el camí que va al Santuari del Remei.
De planta quadrada amb teulada a quatre vessants feta amb teules vidriades, només té una obertura -una finestra- amb arc de mig punt i una reixa, a la part anterior. A l'interior hi ha una imatge de la Mare de Déu.
Obra senzilla, de caràcter popular, està feta de maçoneria, arrebossada i emblanquida.

## Història
La tradició diu que els canareus (gentilici d'Alcanar) s'hi aturaven i hi resaven una Salve tot traient-se el barret. També era costum -i encara ho és- deixar-hi rams de flors boscanes o d'espígol, farigola o romaní.
L'estil classicitzant i alhora popular que té ens impedeix datar-la amb precisió; tot i això ens arrisquem a dir que deu ser del segle xix, encara que també podria ser del xviii.